# كورينالدو
كورينالدو هي بلدية في مقاطعة أنكونة، ضمن إقليم ماركي في وسط إيطاليا. تشتهر بأسوارها المحفوظة جيدًا من القرن الرابع عشر، وكانت مسقط رأس القديسة ماريا غوريتي؛ كما يُقام فيها مهرجان عيد الهالوين كل شهر أكتوبر، وتُعد منطقة نبيذ يُنتج فيها نبيذ فيرديكيو.
إنها واحدة من أجمل قرى إيطاليا وفقًا لتصنيف I Borghi più belli d'Italia ‏.

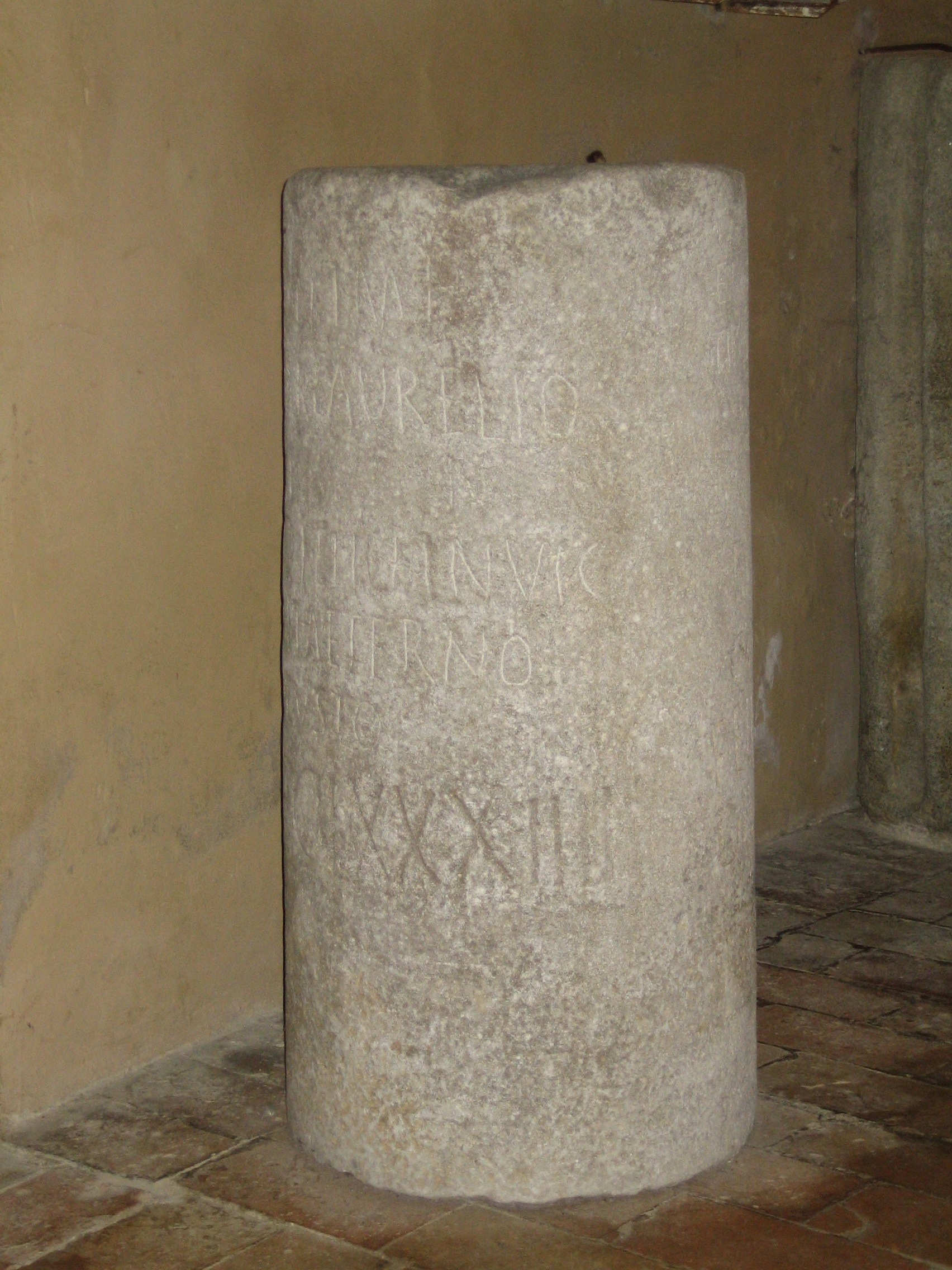
ميلياريو دي كورينالدو (معلم كورينالدو)

## المعالم السياحية الرئيسية

### الجدران
أسوار كورينالدو تمتد بطول 912 مترًا وتُعتبر من أكثر أسوار العصور الوسطى إثارة للإعجاب في منطقة ماركي. وهي رمز لمدينة كورينالدو. لكن الأسوار الحالية ليست الأسوار الأصلية. في الواقع، نتيجة لإعادة احتلال البابا للمدينة، قام جيش البابا إينوسنت السادس، تحت قيادة غاليوتو الأول مالاتيستا، بتدمير كورينالدو في 18 أغسطس 1360. وبعد سبع سنوات فقط، منح البابا أوربان الخامس الإذن بإعادة البناء. تم بناء الأسوار باستخدام الحواف المتعامدة التقليدية التي لا تزال موجودة حتى اليوم. بين عامي 1484 و1490، تم تمديدها باتجاه الجنوب مع إضافة لمسة من عصر النهضة، التي كانت أكثر خطية وتميزت بالطنف، والتي أقامها المهندس العسكري الشهير من سيينا، فرانشيسكو دي جورجيو مارتييني، حتى عام 1490. تحتفظ الأسوار الضخمة بجميع العناصر النموذجية للفترة الوسطى مثل فتحات القتل، والفجوات، والكوة، والخنادق، والأبراج، التي تحكي حكايات المعارك المجيدة من الماضي. باتباع المسار الخارجي للأسوار، يمكن زيارة 3 من 4 أبراج قرب مداخل القلعة. المداخل الثلاثة هي: بورتا نوفا (البوابة الجديدة)، بورتا ديل ميركاتو (بوابة السوق)، بورتا سان جيوفاني (بوابة القديس جون).

### بئر عصيدة من دقيق الذرة
يقع في مركز لا بياجيا (سلم جذاب يتكون من 104 درجة) بئر. تم إعادة بناء البئر الحالي في الثمانينات في نفس المكان الذي كان فيه البئر الأصلي، والذي بُني في القرن الخامس عشر على يد طاغية كورينالدو، أنتونيللو أكاتابريغا. كان البئر الأصلي يُستخدم كقناة مائية وتم تدميره في نهاية القرن التاسع عشر لأنه لم يعد ضرورياً. يرتبط البئر بقصة شعبية تقليدية: منذ زمن بعيد، كان رجل يتسلق درج لا بياجيا وفي أعلى الدرج وضع كيس دقيق الذرة على حافة البئر لالتقاط أنفاسه، لكنه للأسف سقط في البئر. حاول الرجل المسكين إنقاذه ونزل إلى البئر بنفسه. ابتداءً من هذه النقطة في القصة، خلقت التقاليد الشفوية على مر الزمن العديد من النسخ المختلفة لما حدث بعد ذلك: بدأ المشاهدون يقولون إنه كان يأكل عصيدة دقيق الذرة في البئر، بينما اقترح آخرون أن عصيدة دقيق الذرة تحتاج إلى بعض النقانق لتكون ألذ وذهبوا إلى البئر. هذا الشائعة ربما شجعها الأعداء العسكريون لكورينالدو لتشويه سمعة المواطنين.

### المسرح البلدي
تم بناء مسرح "كارلو جولدوني" البلدي بين عامي 1861 و1869 ليحل محل مسرح "تياترو ديل سول ناتشينتي" القديم غير المناسب، الذي بُني في السنوات البعيدة 1736 -1752 وفقاً لتصميم أنجيلو بيرزا من فابريانو. تم تصميم الهيكل الحالي بواسطة أليساندرو باسكي من فلورنسا، ولكن تدخل أيضاً المهندسان فرانسيسكو فيليني وأكيلي بوفوني في مشروعه.
في نهاية الأعمال، كان المسرح الجديد واسعًا وعمليًا جداً. وفقاً لتصميم كوالجياني، تم إعداد جهاز مبتكر قادر على تحريك المقاعد السفلية، والتي كانت تُخفض أثناء العروض المسرحية وتُرفع لخلق منصة موحدة مع المسرح للحفلات الراقصة والحفلات التنكرية. بعد ترميم عام 2006، فقد المسرح جميع تجهيزاته نهائيًا، بدءًا من رفع المقاعد السفلية وحتى آلات المسرح.
شهد مسرح جولدوني مرور العديد من الشخصيات والشركات والتكوينات الموسيقية على مر الزمن. اليوم، يستضيف المسرح إقامات فنية وإنتاجات موسيقية ومواسم مسرحية غنية وعروض مسرحية للأطفال وشركات هواة على مدار العام.

### مدفع التين
مدفع التين هو تقليد شعبي آخر ينتمي إلى سكان كورينالدو، حيث كانت هناك منافسة طويلة الأمد بين كورينالدو ومونتينوفو (الاسم القديم لأوسترا فيتيري). نظرًا لرغبة سكان كورينالدو في الفوز بهذه المنافسة، أتت لهم فكرة ذكية. استخدموا جذع شجرة تين وصنعوا مدفعًا من هذا الخشب، الذي هو هش للغاية. في اليوم الذي أطلقوا فيه بالمدفع، تجمهر العديد من الناس على أسوار المدينة لشهود سقوط مونتينوفو. أمسك بالمِدفع سبعة من أكثر المواطنين شجاعة بينما أشعل القائد الفتيل. كان هناك دوي هائل وعندما انقشع الدخان، وجدوا السبعة ميتين. عندها صرخ القائد قائلاً: "إذا مات سبعة أشخاص هنا، تخيلوا كم ماتوا في مونتينوفو!". يمكن زيارة إعادة بناء "مدفع التين" داخل مبنى دار البلدية.

### المتاحف
متحف الفن بالمدينة هو بيناكوتيكا كلاوديو ريدولفي .

## المدن التوأم
- أركور، إيطاليا
- نيتونو، إيطاليا
- سان بنديتو دي مارسي، إيطاليا

## شخصيات بارزة
- باولو سبادوني (1764–1826)، عالم حيوان وجيولوجي إيطالي

## روابط خارجية
- http://www.missstrega.it/ - الموقع الرسمي لمهرجان الهالوين في كورينالدو
- حصلت على جائزة "EDEN - European Destinations of Excellence" كوجهة سياحية غير تقليدية لعام 2008